# Hal C. Kern
Harold Coleman Kern (wym. [ˈhɛrəld ˈkoʊlmən kɜrn]; ur. 14 lipca 1894 w Anaconda, zm. 24 lutego 1985 w Los Angeles) – amerykański montażysta i producent, pracujący w erze kina niemego i dźwiękowego. Laureat nagrody Akademii Filmowej za najlepszy montaż do melodramatu Przeminęło z wiatrem (1939, reż. Victor Fleming) oraz dwukrotnie nominowany w tej kategorii za filmy Rebeka (1940, reż. Alfred Hitchcock) i Od kiedy cię nie ma (1944, reż. John Cromwell).
Pracę w branży filmowej rozpoczął w 1915, zajmując się edycją filmów krótkometrażowych w Inceville w Los Angeles w Kalifornii. Pożar, który wybuchł w studiu podczas prac montażowych nad filmem Cywilizacja (1916, reż. Thomas H. Ince, Reginald Barker, Raymond B. West), zmusił go do przeniesienia się do Culver City. Szerszy rozgłos zyskał po tym, jak został zatrudniony przez Josepha Schencka do edycji swoich filmów. Przez większą część kariery był związany z wytwórnią Metro-Goldwyn-Mayer i producentem Davidem O. Selznickiem, z którym współpracował przez szesnaście lat.
Zmarł 24 lutego 1985 w wieku 90 lat w Los Angeles. Był żonaty z Eileen Kern, mieli dwoje dzieci. Został pochowany na Forest Lawn Memorial Park w Glendale w Kalifornii. Jego starszy brat, Robert J. Kern, też był montażystą filmowym i laureatem nagrody Akademii Filmowej za najlepszy montaż do filmu Wielka nagroda (1944, reż. Clarence Brown).

## Wybrana filmografia
Opracowano na podstawie materiału źródłowego:

- Cywilizacja (1916)[4]
- Orzeł (1925)
- The Bat (1926)
- Gołębica (1927)
- Alibi (1929)
- Nowojorskie noce (1929)
- Abraham Lincoln (1930)
- The Bat Whispers (1930)
- Reaching for the Moon (1930)
- Indiscreet (1931)
- Ogród Allaha (1936)
- Więzień królewski (1937)
- Szczęśliwie się skończyło (1937)
- Narodziny gwiazdy (1937)
- Młode serca (1938)
- Przeminęło z wiatrem (1939)
- Intermezzo (1939)
- Rebeka (1940)
- Stage Door Canteen (1943)
- Triumf Tarzana (1943)
- I’ll Be Seeing You (1944)
- Od kiedy cię nie ma (1944)
- Urzeczona (1945)
- Pojedynek w słońcu (1946)
- Akt oskarżenia (1947)
- Dom na łodzi (1958)
- The Trap (1959)
- The Facts of Life (1960)
- Nowy rodzaj miłości (1963)
- Dziwni towarzysze łoża (1965)